# Shauna Sand
Shauna Sand (San Diego, California; 2 de septiembre de 1971) es una modelo y actriz estadounidense. Fue elegida como Playmate por la revista Playboy en mayo de 1996, y ha aparecido en numerosos vídeos de Playboy. La foto para la revista fue tomada por Stephen Wayda.
Sand estuvo casada con el actor Lorenzo Lamas desde abril de 1996 hasta su divorcio en octubre de 2002, y tienen tres hijas juntos: Alexandra (n. 22 de noviembre de 1997), Victoria (n. 24 de abril de 1999), e Isabella (n. 2 de febrero de 2001).